# Sakarya (fleuve)
Pour les articles homonymes, voir Sakarya.
La Sakarya, appelée autrefois le Sangarios (du grec ancien Σαγγάριος / Sangários ou Σάγαρις / Ságaris ; en latin Sangarius) est un fleuve de Turquie traversant le nord-ouest de l'Anatolie, correspondant à la Phrygie et à la Bithynie antiques. C'est le troisième fleuve le plus long de Turquie.

## Géographie
Le fleuve est coupé par les barrages de Sarıyar, de Gökçekaya puis de Yenice. Il a ses sources dans la région de Bayat dans la province d'Afyonkarahisar. Son cours supérieur est la réunion de plusieurs rivières dont la plus importante est appelé Seydi Çayı. Ses deux principaux affluents sont le Porsuk Çayı et l'Ankara Çayı. Dans son cours inférieur, il traverse la province de Sakarya à laquelle il donne son nom, avant de rejoindre la Mer Noire.

## Mythologie
Le Sangarios est présenté comme l'un des 25 fils de Téthys et d'Océan, cités par Hésiode (VIIIe siècle av. J.-C.) dans sa Théogonie, où il relate la création du monde :
« Τηθὺς δ᾽ Ὠκεανῷ Ποταμοὺς τέκε δινήεντας,
Νεῖλόν τ᾽ Ἀλφειόν τε καὶ Ἠριδανὸν βαθυδίνην
Στρυμόνα Μαίανδρόν τε καὶ Ἴστρον καλλιρέεθρον
Φᾶσίν τε Ῥῆσόν τ᾽ Ἀχελώιόν τ᾽ ἀργυροδίνην340
Νέσσον τε Ῥοδίον θ᾽ Ἁλιάκμονά θ᾽ Ἑπτάπορόν τε
Γρήνικόν τε καὶ Αἴσηπον θεῖόν τε Σιμοῦντα
Πηνειόν τε καὶ Ἕρμον ἐυῤῥείτην τε Κάικον
Σαγγάριόν τε μέγαν Λάδωνά τε Παρθένιόν τε
Εὔηνόν τε καὶ Ἄρδησκον θεῖόν τε Σκάμανδρον. »
— Hésiode, Théogonie, v. 337-349, traduction d'Anne Bignan

« Téthys donna à l’Océan des Fleuves au cours sinueux, le Nil, l’Alphée, l’Éridan aux gouffres profonds, le Strymon, le Méandre, l’Ister aux belles eaux, le Phase, le Rhésus, l’Achéloüs aux flots argentés, le Nessus, le Rhodius, l’Haliacmon, l’Heptapore, le Granique, l’Ésépus, le divin Simoïs, le Pénée, l’Hermus, le Caïque aux ondes gracieuses, le large Sangarius, le Ladon, le Parthénius, l’Événus, l’Ardesque et le divin Scamandre. »
D’après Plutarque (Ier siècle), le fleuve s’est d’abord appelé Xérobate (en grec ancien Ξηροβάτης / Xērobátēs), il explique ensuite pourquoi il s’est appelé Sagaris :

« Sagaris, fils de Mindonius et d'Alexirrhoé, avait souvent témoigné du mépris pour les mystères de la mère des dieux, et insulté ses prêtres et ses ministres. La déesse, indignée de son impiété, le rendit furieux, et, dans sa démence, il se précipita dans le fleuve Xérabate, qui, de son nom, fut appelé Sagaris. »

— Plutarque, Œuvres morales [détail des éditions] [lire en ligne], Des noms des fleuves et des montagnes..., XII, Le Sagaris.
Pausanias (IIe siècle) propose une version plus développée du mythe. Il rapporte la légende d'Attis telle qu'elle est racontée par les Galates de Phrygie a légende d'Attis (Attès dans cette traduction) : 

« Ils disent que Jupiter endormi eut une pollution, et que sa semence tomba sur la terre, qui, au bout de quelque temps, enfanta un génie qui avait les deux sexes; ils disent qu'on le nommait Agdistis. Comme il inspirait beaucoup de crainte aux Dieux, ils lui coupèrent les parties viriles ; de ces parties naquit un amandier. Lorsque ses fruits furent mûrs, la fille du fleuve Sangaris en cueillit, et les mit dans son sein; mais ces fruits disparurent aussitôt, et elle se trouva enceinte. Après son accouchement, un bouc prit soin de l'enfant, qu'elle avait exposé, et comme en grandissant il devenait d'une beauté plus qu'humaine, Agdistis en devint amoureux. Attès étant parvenu à l'âge viril, ses parents l'envoyèrent à Pessinonte, pour y épouser la fille du roi; on chantait déjà l'hyménée, lorsque Agdistis survint, et Attès devenu furieux, se coupa les parties viriles; le père de la fille en fit de même. Agdistis se repentit bientôt de ce qu'il avait fait à Attès, et il obtint de Jupiter qu'aucune partie de son corps ne pût se pourrir ni se dessécher. »

— Pausanias, Description de la Grèce [détail des éditions] [lire en ligne], Livre VII. Achaïe. XVII, §10-12

### Autour de la légende de Troie
Priam le roi de Troie a combattu les Amazones sur les rives du Sangarios.
Achille tue Penthésilée, la reine des Amazones venue se réfugier à Troie et combattre avec les Troyens et en tombe amoureux au moment où il la tue. Les rives du Sangarios seraient aussi le théâtre de cet épisode.

## Histoire
Du 14 août au 13 septembre 1921, sur les berges de la Sakarya près du village appelé Sakarya au sud-ouest de Polatlı, a lieu la bataille de la Sakarya entre l'armée turque menée par Mustafa Kemal et l'armée grecque (au sud du site de la ville antique de Gordion).